# Guerres de religió
Les guerres de religió són conflictes on la religió divideix els bàndols enfrontats. De vegades reben el nom de guerra santa per part dels combatents. Inclou les croades, el gihad, la guerra justa o d'alliberament i altres pugnes històriques amb denominacions similars i un dels focus de tensió més persistents: la guerra entre Israel i Palestina.

## Guerres de religió més rellevants
- Guerra dels Vuitanta Anys
- Croades
- Guerra dels Trenta Anys
- Rebel·lió dels Taiping
- Guerres judeo-romanes
- Reconquesta
- Guerres de religió a França